# Podgórze, Distrito de Wałcz
Podgórze [pronunciación en polaco: /pɔdˈɡuʐɛ/] es un pueblo ubicado en el distrito administrativo de Gmina Człopa, dentro del Distrito de Wałcz, Voivodato de Pomerania Occidental, en el norte de Polonia occidental. Se encuentra aproximadamente a 2 kilómetros al este de Człopa, a 30 kilómetros al suroeste de Wałcz, y a 111 kilómetros al este de la capital regional Szczecin.
Antes de 1772, el área fue parte del Reino de Polonia, hasta 1945 fue de Prusia y Alemania. Para más en su historia, vea Distrito de Wałcz.
El pueblo tiene una población de 28 habitantes.